# Перруцци, Франсиско
Франсиско Перруцци Амбросини (исп. Francisco Perruzzi Ambrosini; род. 9 февраля 2001, Мендоса) — аргентинский футболист, полузащитник клуба «Сан-Лоренсо».

## Клубная карьера
Перруцци — воспитанник клуба «Сан-Лоренсо». 19 апреля 2022 года в матче против «Унион Санта-Фе» он дебютировал в аргентинской Примере.